# Bangor (Gales)
Bangor (em galês:  bangɡor) é uma cidade-catedral e uma comunidade em Gwynedd, no norte do País de Gales. É a cidade mais antiga do País de Gales. Historicamente parte de Caernarfonshire, a comunidade tinha uma população de 15.060 habitantes no censo de 2021, e a área construída tinha uma população de 16.990. Os marcos incluem a Catedral de Bangor, a Universidade de Bangor e o Garth Pier. As pontes suspensas Britannia e Menai ligam a cidade à Ilha de Anglesey.